# هيلر إكس-18
هيلر إكس-18 (بالإنجليزية: Hiller X-18)‏ هي طائرة تجريبية، صنعت لاختبارات الإقلاع القصير والهبوط العمودي (ستوفل) وتقييم مفهوم (tiltwing) لطائرات الإقلاع والهبوط العمودي (فتول). أنتجت في الولايات المتحدة. من صناعة هيلر للطائرات. كان أول طيران لها في 24 نوفمبر 1959. صنع منها طائرة واحدة.
ابتكرت الطائرة العمودية هيلر إكس-18 بفرض التعرف على إمكانياتها التكتيكية في الاستخدام الحربي. ثم ابتكرت طائرة عمودية بعدها لنفس الغرض وهي الطائرة بيل إكس-22.